# Philo (Californie)
Pour les articles homonymes, voir Philo (homonymie).
Philo est une census-designated place du comté de Mendocino, dans l'État de Californie, aux États-Unis,. En 2020, elle compte une population de 319 habitants.